# 报纸格式
报纸格式的差异较大，不同的国家常采用不同的格式。一份报纸格式通常以其纸张尺寸作区分，具体取决于印刷区域的差别。在一些国家，报纸格式与该报的特定类型有关，例如在英国，大报和小报之间的内容质量有区别，较为流行的报纸会采用小报格式，因此被称为＂小报新闻＂。

## 趋势
国际报纸颜色协会的研究总监及副主席曼弗雷德·维尔费预测柏林版式将成为趋势。2006年，他修订了柏林版式自1975年以来的DIN 16604号标准。
在近期的趋势中,，许多报纸因受到网络媒体的冲击而被迫重新设计格式，改为采用较窄、较廉价的卷筒纸印刷。通常这类重12公斤、直径为110厘米的卷筒纸铺开可达15.6公里长。

### 尺寸（宽高比）
- 大报版式 749 x 597毫米（1.255）
- 北方版式 570 x 400毫米（1.425）
- 莱茵版式 350 x 520毫米
- 瑞士版式 475 x 320毫米（1.484）
- 柏林版式 470 x 315毫米（1.492）[3]
- 小报版式 470 x 280毫米（1.536）

### 与ISO 216比较
- A2 594 × 420毫米
- B3 500 × 353毫米
- C3 458 × 324毫米
- A3 420 × 297毫米
- A4 297 × 210毫米